# Ринпоче Багша (дацан)
Дацан Ринпоче Багша ― буддийский дацан (храм) в Улан-Удэ, Бурятия.

## История
В начале 2000 года в городе Улан-Удэ был создан центр «Ринпоче Багша». В том же году началось строительство дацана Ринпоче Багша в местности Лысая гора в Улан-Удэ.
Центр основал буддийский лама из Тибета Еше Лодой Ринпоче вместе со своими сторонниками с благословения Далай-ламы XIV как бурятское республиканское общественное учреждение «Тибетский культурный центр» "Ринпоче Багша"».
В 2002 году он был переименован в буддийский центр «Ринпоче Багша». Помимо религиозных услуг, центр проводит обучение всех, кто хочет больше узнать о буддизме. В феврале 2004 года из Китая была привезена статуя Золотого Будды и установлена в дацане. Эта бронзовая статуя, покрытая сусальным золотом, является самой большой в России и, вероятно, в Европе: его высота 6 метров.
27 июня 2004 года дацан «Ринпоче Багша» был официально и торжественно открыт на благо всех живых существ.
В 2005 году на территории буддийского комплекса было установлено восемь буддийских ступ, в совершенной форме символизирующих природу просветлённого ума Будды. В 2009 году был установлен Колокол Четырёх Печатей — самый большой в России буддийский колокол. В 2013 году на территории храмового комплекса «Ринпоче Багша» была реконструирована смотровая площадка, которая расположена на высоте 888 метров над уровнем моря. Удачное месторасположение даёт возможность гостям дацана увидеть прекрасную панораму Улан-Удэ и реки Селенги.

## Галерея

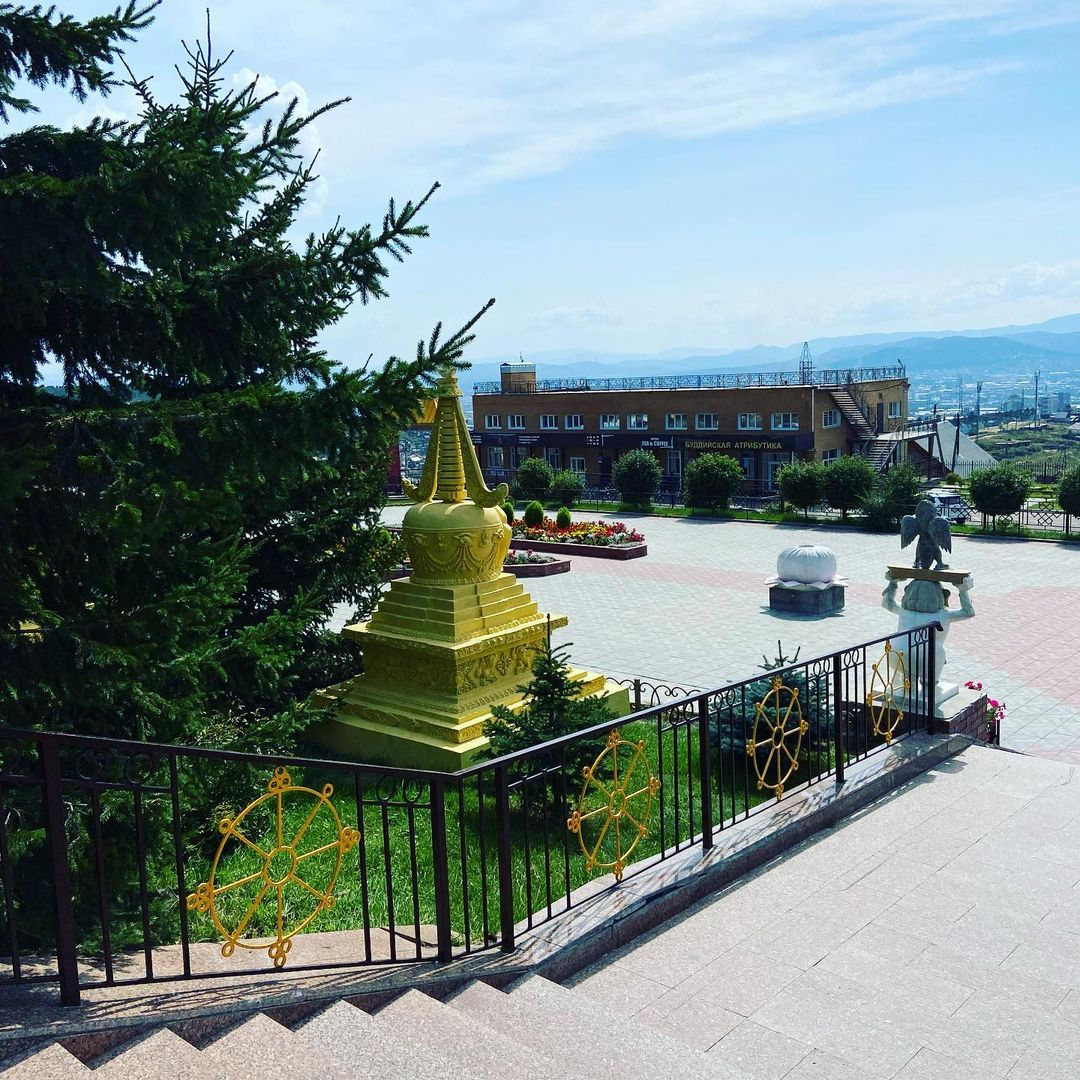
На территории дацана
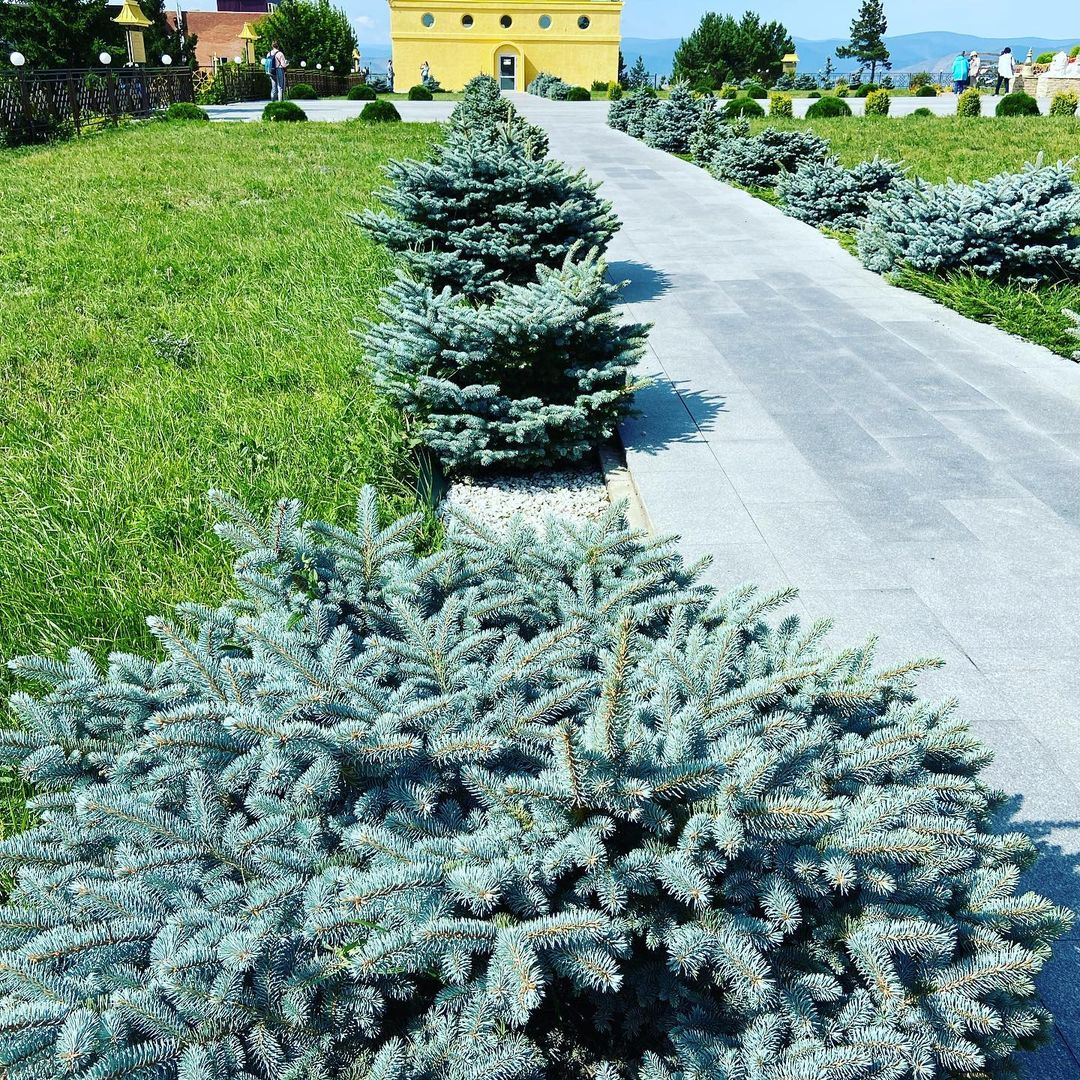
Дорожка к одному из дуганов дацана
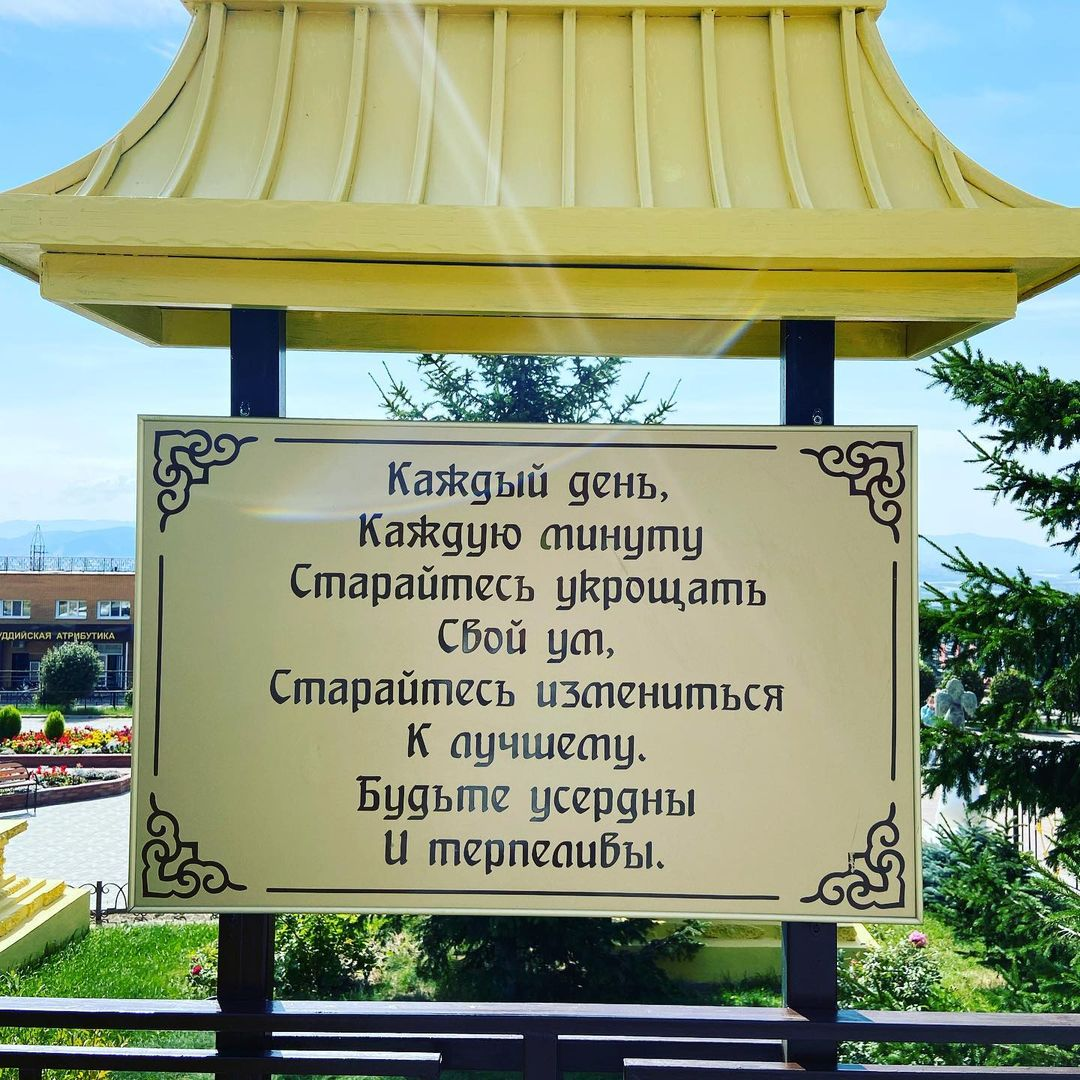
Табличка с буддийскими наставлениями
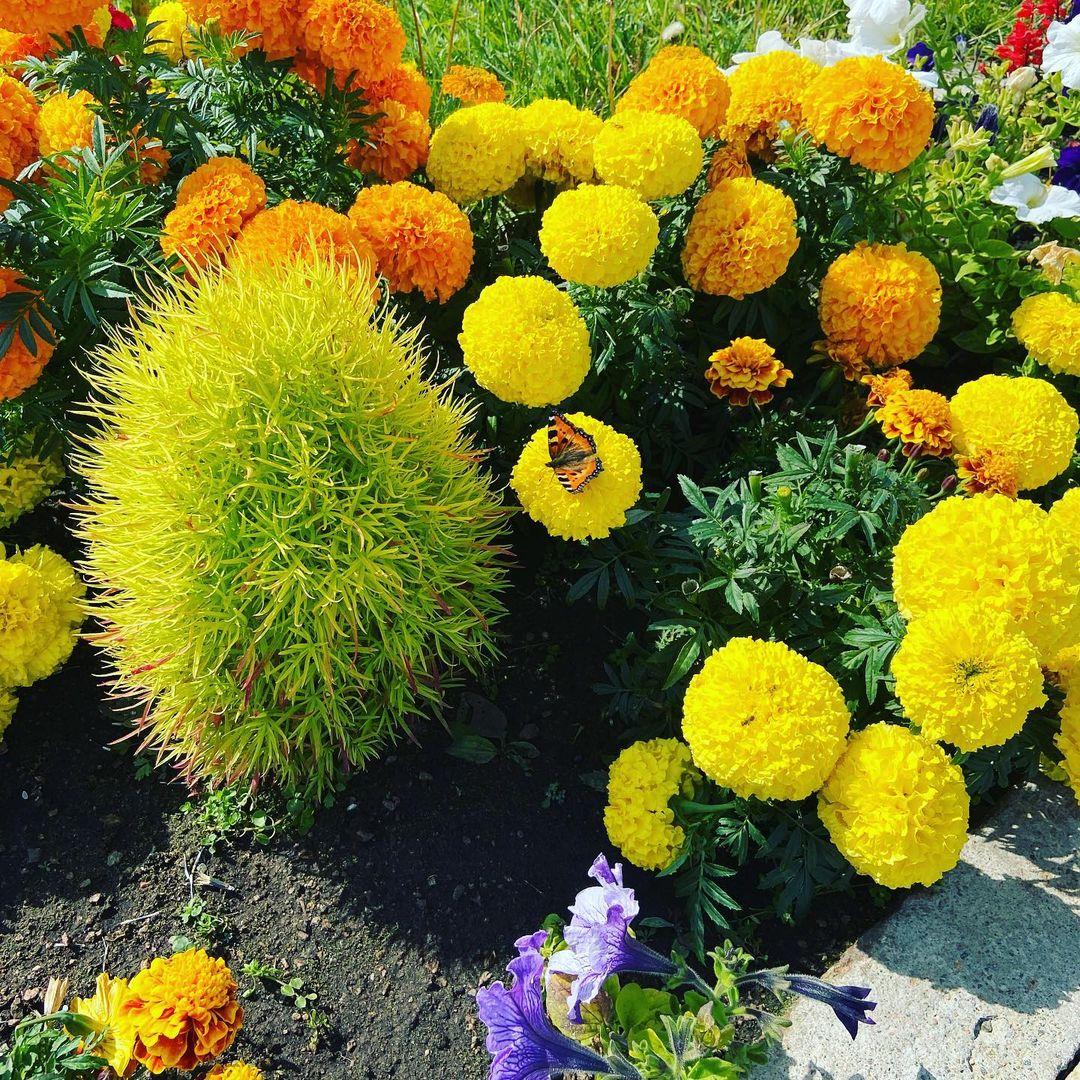
Цветочные клумбы на территории комплекса
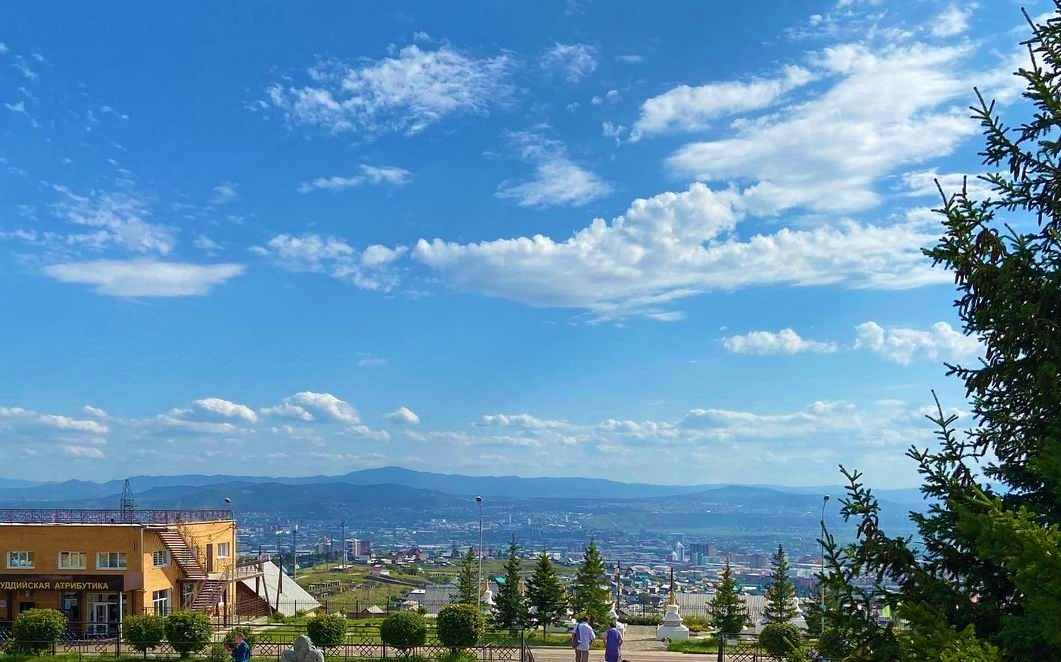
Вид со смотровой площадки на город
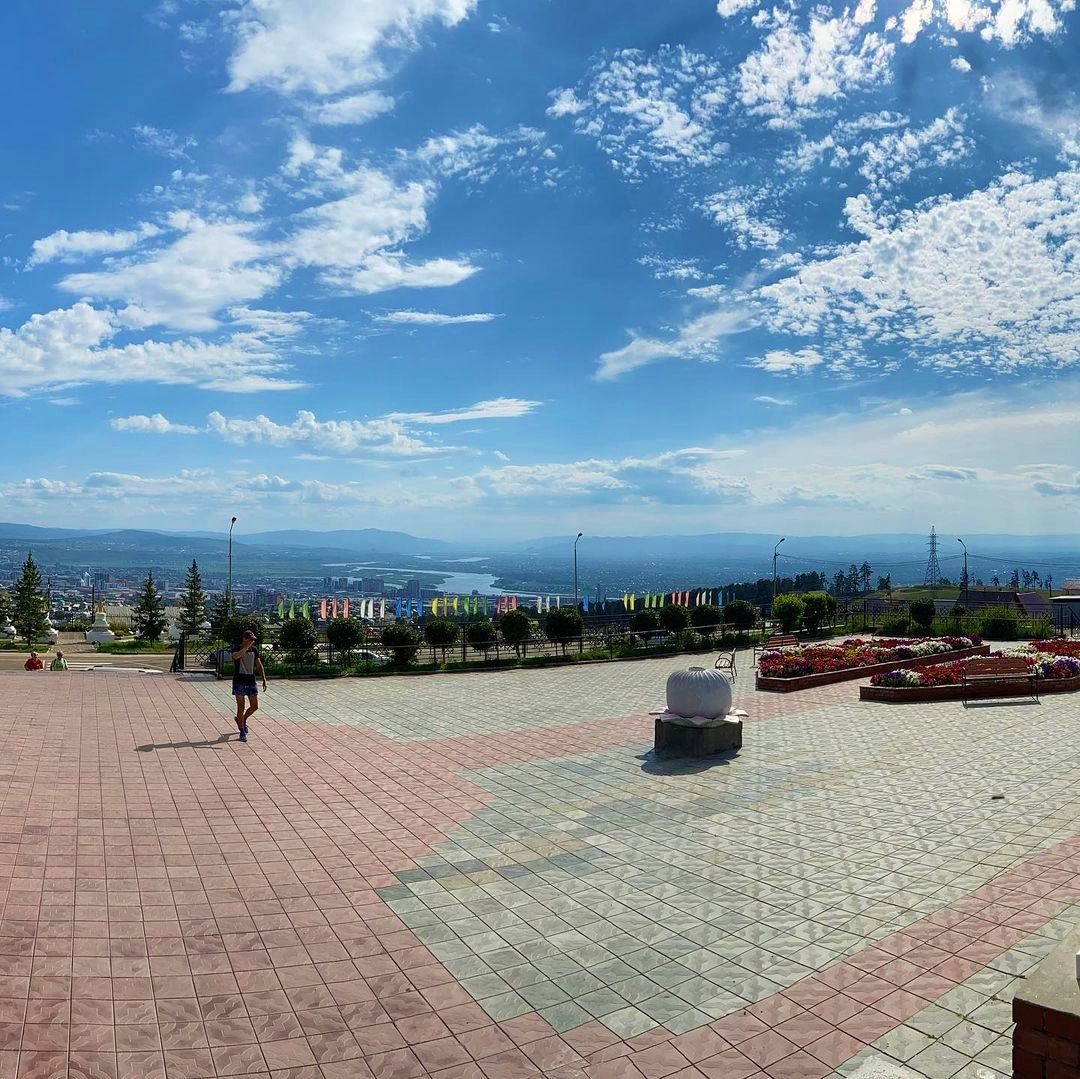
Вид на реку Селенга
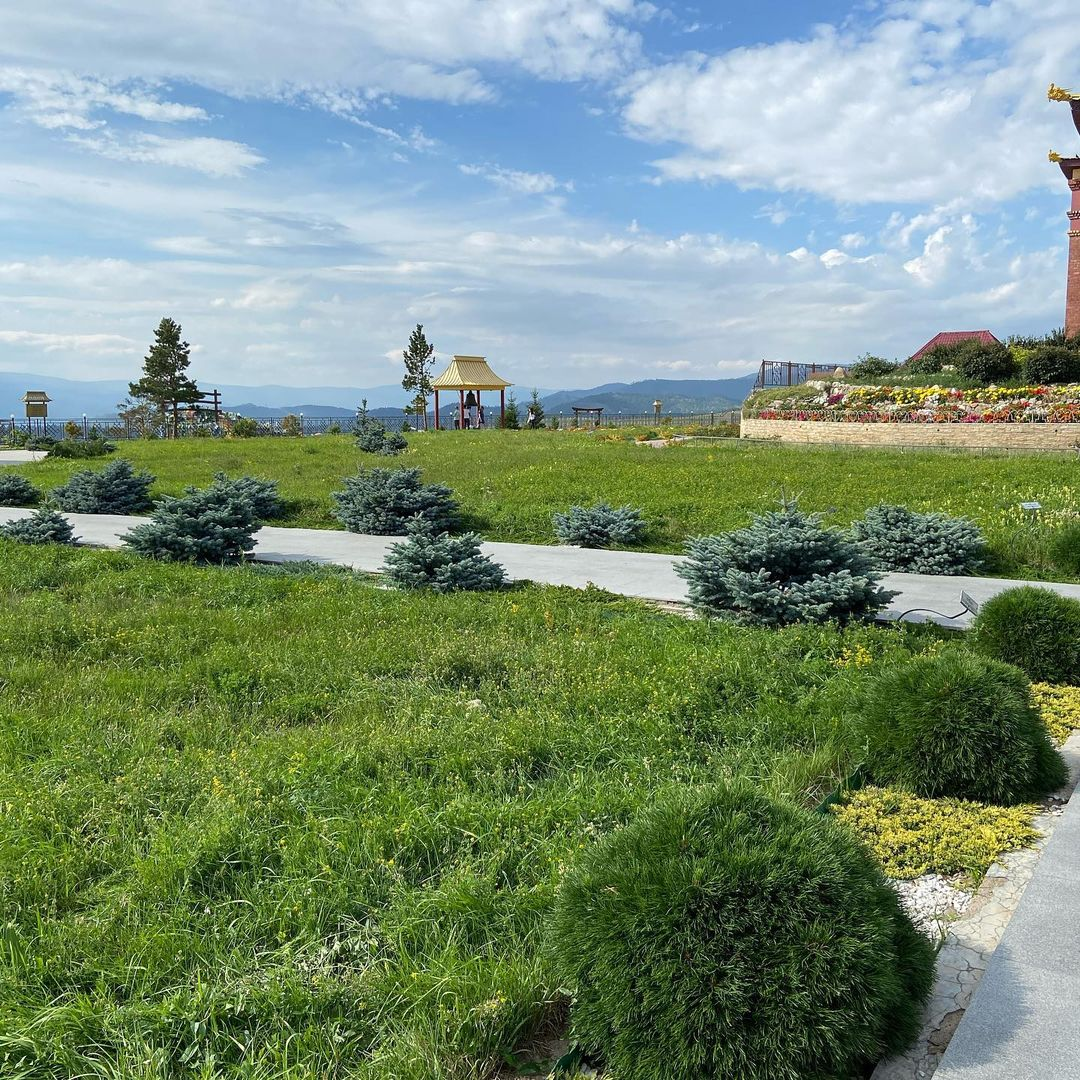
На территории дацана
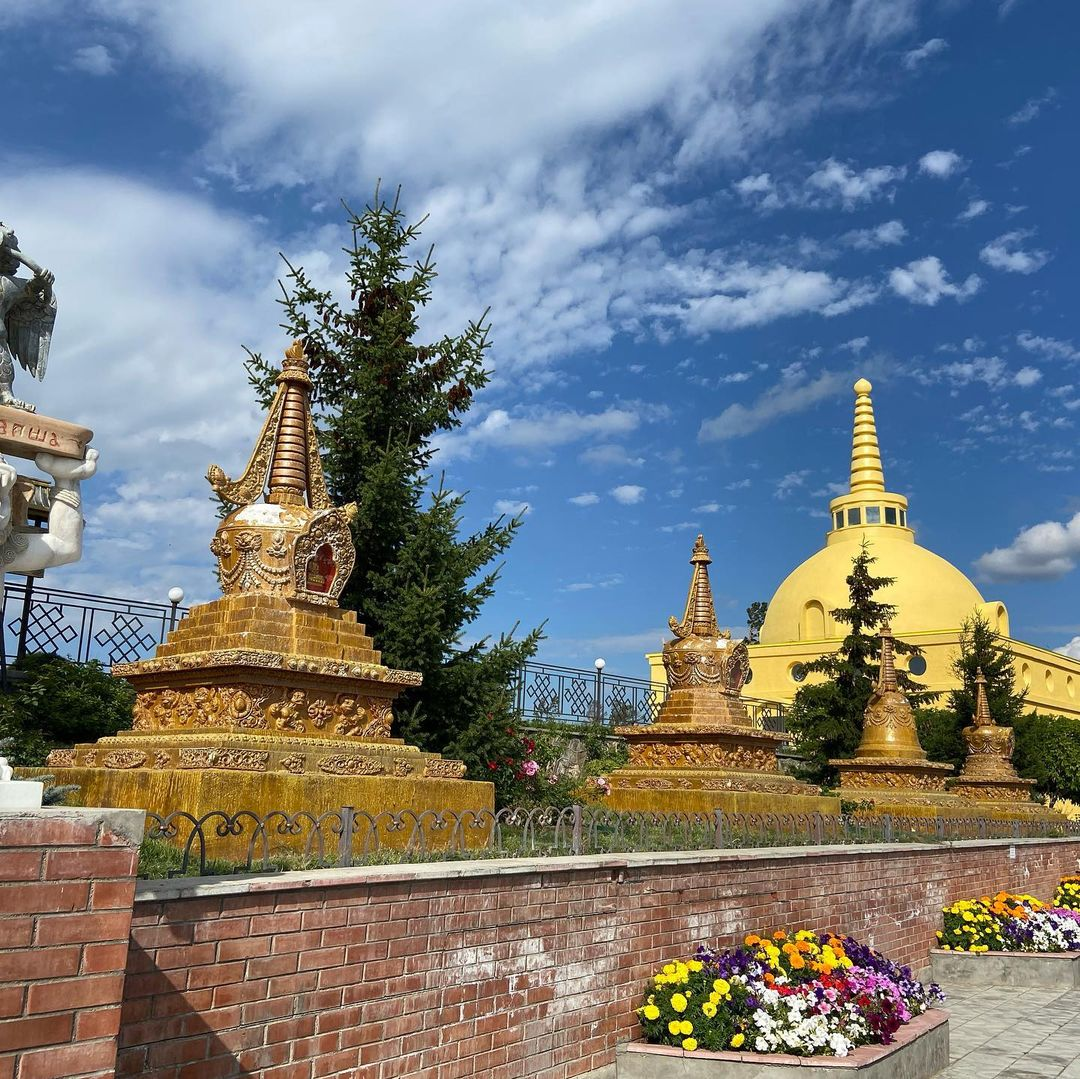
Ступы на территории дацана